# Deutsche Botschaft Lima
Die Deutsche Botschaft Lima ist die diplomatische Vertretung der Bundesrepublik Deutschland in der Republik Peru.

## Lage und Gebäude
Die Kanzlei der Botschaft befindet sich im Stadtviertel Santa Ana, Distrito de San Isidro, im Süden des Zentrums der peruanischen Hauptstadt Lima. Die Straßenadresse lautet: Boulevard Dionisio Derteano 144, Edificio Alto Caral, 7. und 8. Stockwerk (spanisch: pisos 7 y 8), San Isidro, Lima.
Die Büros sind in zwei Etagen des modernen Bürogebäudes Alto Caral untergebracht.
Die Residenz des Botschafters wurde in den Jahren 2003 und 2004 von Grund auf saniert. Dabei wurde eine klare Gliederung in amtlichen Repräsentationsteil, private Dienstwohnung und Wirtschaftsbereich hergestellt. Das alte Residenzgebäude wurde zum Teil abgerissen, was stehen blieb wurde umgebaut und hergerichtet. Vom ursprünglich rund 6540 Quadratmeter großen Grundstück wurde der tiefer gelegene Teil von rund 2400 Quadratmetern verkauft. Das weitläufige Erdgeschoss wurde vollständig entkernt. Auf der Vorderseite des Gebäudes entstand ein repräsentativer Außenbereich mit weitläufigen Terrassen für offizielle Anlässe. Das Obergeschoss wurde komplett abgerissen und stellt nach Neuaufbau die Dienstwohnung des Botschafters dar. Die Kosten für den Umbau der Residenz lagen abzüglich des Verkaufserlöses für einen Teil des Grundstücks bei rund 450.000 Euro.

## Auftrag und Organisation
Die Botschaft Lima hat den Auftrag, die deutsch-peruanischen Beziehungen zu pflegen, die deutschen Interessen gegenüber der Regierung von Peru zu vertreten und die Bundesregierung über Entwicklungen in Peru zu unterrichten.
In der Botschaft bestehen die Arbeitsbereiche:
- Referat Politik (Außen- und Innenpolitik)
- Referat Wirtschaft (Wirtschaftspolitik, Außenwirtschaftsförderung)
- Referat Kultur (Bildung, Kunst und Wissenschaft)
- Militärattachéstab (Leitung: Fregattenkapitän)
- Referat Entwicklungszusammenarbeit (Schwerpunkte Staatsmodernisierung, nachhaltige Stadtentwicklung sowie Schutz und nachhaltige Nutzung der natürlichen Ressourcen und Klimawandel; Peru wurde seit Beginn der bilateralen Kooperation mit circa zwei Milliarden Euro unterstützt.)

Das Referat für Rechts- und Konsularaufgaben der Botschaft bietet deutschen Staatsangehörigen konsularische Dienstleistungen und Hilfe in Notfällen an. Der konsularische Amtsbezirk der Botschaft umfasst ganz Peru. Die Visastelle erteilt Einreisegenehmigungen für in Peru wohnhafte Bürger dritter Staaten, die der Visumspflicht unterliegen. Peruanische Bürger benötigen für Aufenthalte im Schengen-Raum (bis zu 90 Tage pro Halbjahr) kein Visum.
Honorarkonsuln der Bundesrepublik Deutschland sind in Arequipa, Iquitos, Cusco, Piura und Trujillo bestellt und ansässig.

## Geschichte
Die Bundesrepublik Deutschland richtete am 4. September 1952 die Botschaft Lima ein.
Das Deutsche Reich war von 1891 an mit Unterbrechungen während und nach dem Ersten Weltkrieg bis 1942 diplomatisch in Peru vertreten.
Nach Aufnahme diplomatischer Beziehungen am 28. Dezember 1972 unterhielt die DDR eine Botschaft in Lima. Mit dem Beitritt der DDR zur Bundesrepublik Deutschland im Jahr 1990 wurde diese geschlossen.